# Oude Kerk (Soest)
De Oude Kerk van Soest is de Nederlands hervormde kerk aan de Torenstraat in Soest. De oorsprong van de kerk ligt in de eerste helft van de 11e eeuw. De kerk is gebouwd aan de voet van de Soester Eng.
De kerk werd gebouwd omstreeks het jaar 1350 en is gewijd aan de Heilige Petrus en Paulus. De kerk viel onder het toezicht van de Benedictijner abdij Sint Paulus in Utrecht. Bij de kerk is een ommuurd kerkhof. Het koor is gericht naar het oosten, de toren naar het westen. In 1875 ging het interieur van de kerk bij een brand bijna geheel verloren.

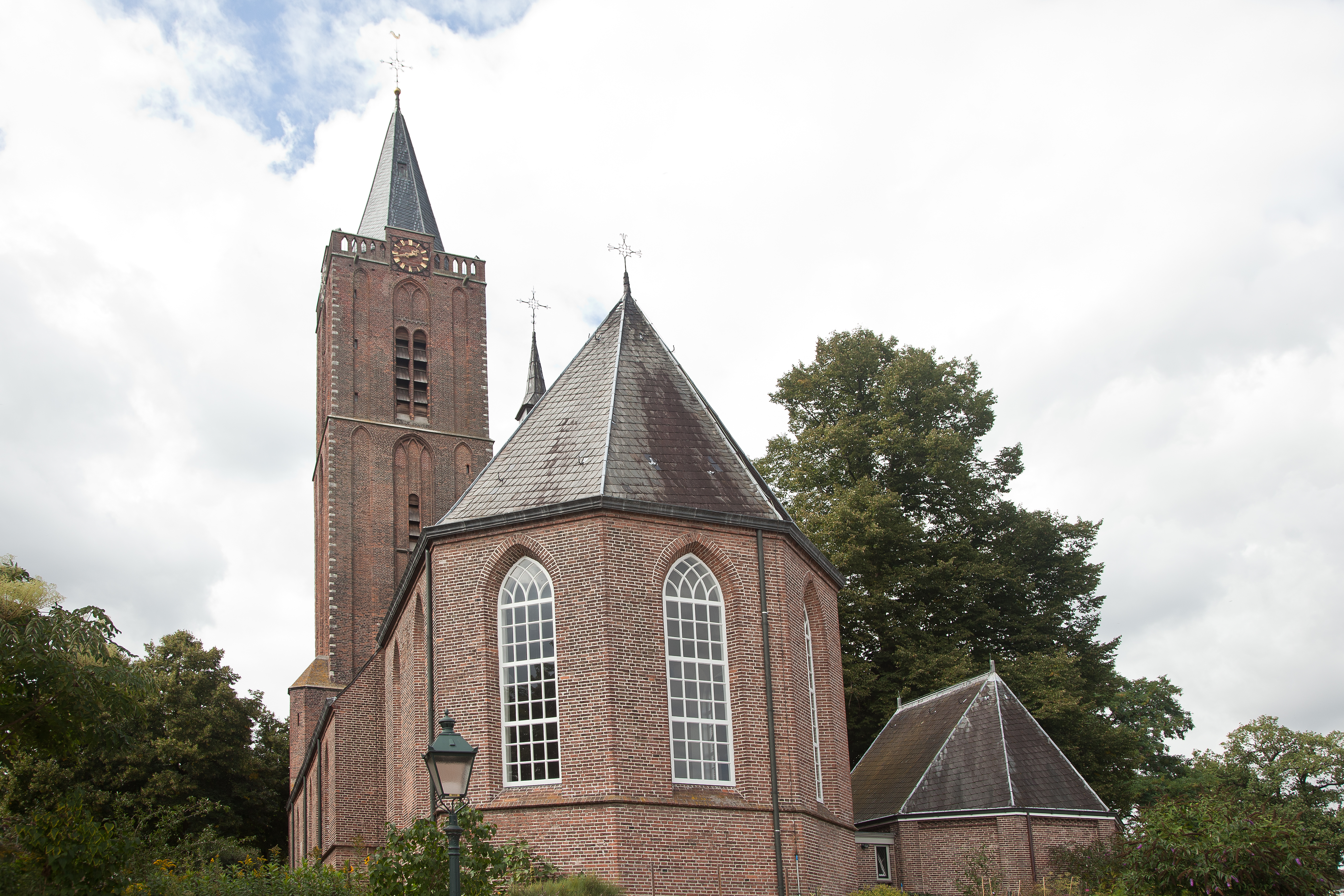
Oude Kerk, achteraanzicht

## Toren
In 1481 werd de toren tegen de al bestaande kerk gebouwd. De vierkante toren heeft twee kleine zijtorens. De toren is 45,50 meter hoog. De omgang is op 33,75 meter hoogte en wordt bereikt na 182 treden. De basis van de toren heeft een afmeting van 8,25 meter in het vierkant en heeft muren van 0,78 meter dikte. De met leien gedekte houten spits is tot het haantje 10 meter hoog.
Begin 18e eeuw had de toren aan drie zijden een uurwerkplaat. Aan de westzijde, de kant van de Eng was geen wijzerplaat. Bij de restauratie van 1905 kwam aan alle vier de zijden een wijzerplaat. De wijzerplaten werden toen niet meer onder maar óp de trans aangebracht.

## Beeldjes
In 1905 werden bij een restauratie 18 houten beelden en veel fragmenten van pijpaarden beeldjes gevonden. Deze moeten rond 1600 zijn verborgen, mogelijk ter bescherming in de tijd van de Beeldenstorm. De gerestaureerde beelden worden bewaard in het Rijksmuseum, Museum Flehite en Museum Catharijneconvent in Utrecht.

## Klokken
De grootste van twee twee luidklokken uit 1506 is een van de oudste van Nederland. In de rand staat de tekst Jezus Maria Johannes Baptiste is mijn naam, mijn geluid is voor God bekwaam, de levenden roep ik, de dode overluid ik, Wilhelmus de Wou heeft mij gemaakt in het jaar 1506. De kleine klok is in de oorlog verdwenen, waarna er in 1950 een nieuwe klok is geplaatst die naar Koningin Wilhelmina werd genoemd. In de zuidmuur van de kerk zit een wijzerplaat van een zandstenen zuidwijzer, in de vorm van een halve cirkel.